# Eulagisca gigantea
Eulagisca gigantea, un gusano polinoide gigante también conocido como decoración navideña del infierno, es una especie de gusano poliqueto marino que pertenece a la familia Polynoidae. Esta especie se encuentra en el fondo marino en el océano Austral.

## Descripción
Eulagisca gigantea puede crecer hasta 20 centímetros y un ancho de 10. Es aplanado dorsoventralmente y tiene 40 segmentos. El prostomio es ovalado y la parte posterior está oculta por un pliegue nucal. La trompa reversible tiene un par de mandíbulas grandes y mide aproximadamente un cuarto de la longitud de todo el organismo. La superficie superior del cuerpo está oculta por los grandes élitros emparejados y cada segmento lleva un par de parapodia en forma de paleta en el lado que se utilizan para nadar. E. gigantea es de color marrón grisáceo.

## Biología
Los polinoides generalmente son considerados carnívoros, y a juzgar por el tamaño de las mandíbulas, este es un depredador, pero su dieta es desconocida y se sabe muy poco sobre su biología.